# غنت-وفلجم للسيدات 2022
غنت-وفلجم للسيدات 2022 (بالفرنسية: Gand-Wevelgem féminin 2022)‏ هو سباق دراجات هوائية، وهو الموسم الحادي عشر من غنت-وفلجم للسيدات ‏، وأقيم في 27 مارس 2022 ضمن سباقات طواف العالم للدراجات للسيدات 2022، وشارك فيه 143 متسابقاً ووصل إلى نهايته 80 متسابقاً.
فاز بالمركز الأول إليسا بالسامو، وبالمركز الثاني ماريان فوس، وبالمركز الثالث ماريا جوليا كونفالونيري.

## الفرق
| فرق سيدات عالمية (14)- Liv AlUla Jayco ‏ - كانيون–إس آر إيه إم ريسينغ 2022 ‏ - EF Education–Tibco–SVB ‏ - FDJ–Suez ‏ - رالي سايكلنج 2022 ‏ - جامبو فيسما للسيدات 2022 ‏ - ليف ريسينغ 2022 ‏ - موفيستار للسيدات 2022 ‏ - فريق رولان كوجياس إديلويس 2022 ‏ - إس دي وركس 2022 ‏ - Lidl–Trek (women's team) ‏ - فريق سنويب للسيدات 2022 ‏ - يو أي أيه تيم 2022 ‏ - فريق أونو إكس برو للدراجات للسيدات 2022 ‏ فرق دراجات قارية سيدات (10)- بنجوال شوفالمير-فان إيك سبورت 2022 ‏ - Ceratizit Pro Cycling ‏ - Cofidis Women Team ‏ - لوتو سودال للسيدات 2022 ‏ - لي كول واهو 2022 ‏ - مولتوم أكونتانتس 2022 ‏ - إن إكس تي جي ريسينغ 2022 ‏ - باركهوتل فالكنبورغ 2022 ‏ - بلانتور بورا 2022 ‏ - فالكار ترافل سيرفس 2022 ‏ |  |
| |  |

## المشاركون
| جامبو فيسما للسيدات ‏ TJV | جامبو فيسما للسيدات ‏ TJV | جامبو فيسما للسيدات ‏ TJV |
| ------------------------ | ------------------------ | ------------------------ |
| م                        | عداء                     | مرتبة                    |
| 1                        | ماريان فوس               | 2                        |
| 2                        | آنا هندرسون              | 47                       |
| 3                        | رومي كاسبر               | 75                       |
| 4                        | ريجان ماركوس             | 45                       |
| 5                        | Coryn Labecki            | 39                       |
| 6                        | Jip van den Bos ‏         | لم يكمل السباق           |

| إس دي وركس ‏ SDW | إس دي وركس ‏ SDW             | إس دي وركس ‏ SDW |
| --------------- | --------------------------- | --------------- |
| م               | عداء                        | مرتبة           |
| 11              | لوت كوبيكي (طريق)           | 4               |
| 12              | إيلينا سيتشيني              | 46              |
| 13              | مارلين رويسر (طريق)         | 33              |
| 14              | كريستين ماجروس (طريق)       | 35              |
| 15              | Lonneke Uneken ‏             | 34              |
| 16              | Chantal van den Broek-Blaak | 44              |

| Lidl–Trek (women's team) ‏ TFS | Lidl–Trek (women's team) ‏ TFS | Lidl–Trek (women's team) ‏ TFS |
| ----------------------------- | ----------------------------- | ----------------------------- |
| م                             | عداء                          | مرتبة                         |
| 21                            | إليسا بالسامو (طريق)          | 1                             |
| 22                            | شيرين فان أنروي               | 48                            |
| 23                            | Lauretta Hanson ‏              | لم يكمل السباق                |
| 24                            | كلو هوسكينغ                   | لم يكمل السباق                |
| 25                            | إليسا ونغو بورغيني (طريق)     | 43                            |
| 26                            | Ellen van Dijk (طريق)         | 42                            |

| كانيون–إس آر إيه إم ‏ CSR | كانيون–إس آر إيه إم ‏ CSR | كانيون–إس آر إيه إم ‏ CSR |
| ------------------------ | ------------------------ | ------------------------ |
| م                        | عداء                     | مرتبة                    |
| 31                       | Shari Bossuyt ‏           | 24                       |
| 32                       | Alice Barnes             | 66                       |
| 33                       | تيفاني كرومويل           | 32                       |
| 34                       | Mikayla Harvey ‏          | لم يكمل السباق           |
| 35                       | كاتارزينا نيفيادوما      | 31                       |
| 36                       | ثريا بالادين             | 25                       |

| EF Education–Tibco–SVB ‏ TIB | EF Education–Tibco–SVB ‏ TIB | EF Education–Tibco–SVB ‏ TIB |
| --------------------------- | --------------------------- | --------------------------- |
| م                           | عداء                        | مرتبة                       |
| 41                          | Elizabeth Banks             | لم يكمل السباق              |
| 42                          | Letizia Borghesi ‏           | 65                          |
| 43                          | Tanja Erath ‏                | 67                          |
| 44                          | Kathrin Hammes ‏             | لم يكمل السباق              |
| 45                          | Clara Honsinger ‏            | لم يكمل السباق              |
| 46                          | Sara Poidevin ‏              | 27                          |

| FDJ–Suez ‏ FSF | FDJ–Suez ‏ FSF  | FDJ–Suez ‏ FSF  |
| ------------- | -------------- | -------------- |
| م             | عداء           | مرتبة          |
| 51            | غريس براون     | 37             |
| 52            | Stine Borgli ‏  | 70             |
| 53            | مارتا كافالي   | 41             |
| 54            | Clara Copponi ‏ | 10             |
| 55            | أوجيني دوفال   | 20             |
| 56            | إميليا فهلين   | لم يكمل السباق |

| رالي سايكلنج ‏ HPW | رالي سايكلنج ‏ HPW  | رالي سايكلنج ‏ HPW |
| ----------------- | ------------------ | ----------------- |
| م                 | عداء               | مرتبة             |
| 61                | Nina Buijsman ‏     | لم يكمل السباق    |
| 62                | Kaia Schmid ‏       | 53                |
| 63                | Evy Kuijpers ‏      | لم يكمل السباق    |
| 64                | Eri Yonamine ‏      | لم يكمل السباق    |
| 65                | Marit Raaijmakers ‏ | لم يكمل السباق    |
| 66                | ليلي وليامز        | لم يكمل السباق    |

| ليف ريسينغ ‏ LIV | ليف ريسينغ ‏ LIV      | ليف ريسينغ ‏ LIV |
| --------------- | -------------------- | --------------- |
| م               | عداء                 | مرتبة           |
| 71              | Valerie Demey ‏       | 13              |
| 72              | Katia Ragusa ‏        | لم يكمل السباق  |
| 73              | أليسون جاكسون (طريق) | 79              |
| 74              | Silke Smulders ‏      | 22              |
| 75              | Rachele Barbieri ‏    | لم يكمل السباق  |
| 76              | Amber van der Hulst ‏ | لم يكمل السباق  |

| موفيستار للسيدات ‏ MOV | موفيستار للسيدات ‏ MOV  | موفيستار للسيدات ‏ MOV |
| --------------------- | ---------------------- | --------------------- |
| م                     | عداء                   | مرتبة                 |
| 81                    | Emma Norsgaard         | 5                     |
| 82                    | أود بيانيك             | 80                    |
| 83                    | أليسيا غونزاليس بلانكو | لم يكمل السباق        |
| 84                    | باربرا جوارشي          | لم يكمل السباق        |
| 85                    | Lourdes Oyarbide ‏      | لم يكمل السباق        |
| 86                    | أرلينيس سيرا           | 16                    |

| فريق كوجياس ميتلر لوك برو للدراجات ‏ CGS | فريق كوجياس ميتلر لوك برو للدراجات ‏ CGS | فريق كوجياس ميتلر لوك برو للدراجات ‏ CGS |
| --------------------------------------- | --------------------------------------- | --------------------------------------- |
| م                                       | عداء                                    | مرتبة                                   |
| 91                                      | Hannah Buch ‏                            | لم يكمل السباق                          |
| 92                                      | تمارا بالابولينا ‏                       | 8                                       |
| 93                                      | غولناز خاتونتسيفا                       | لم يكمل السباق                          |
| 94                                      | ديانا كليموفا                           | لم يكمل السباق                          |
| 96                                      | Léa Stern‏                               | لم يكمل السباق                          |

| Liv AlUla Jayco ‏ BEX | Liv AlUla Jayco ‏ BEX | Liv AlUla Jayco ‏ BEX |
| -------------------- | -------------------- | -------------------- |
| م                    | عداء                 | مرتبة                |
| 101                  | جورجيا بيكر          | لم يكمل السباق       |
| 102                  | Teniel Campbell ‏     | لم يكمل السباق       |
| 103                  | جيسيكا ألين          | لم يكمل السباق       |
| 104                  | Arianna Fidanza ‏     | 12                   |
| 105                  | Alexandra Manly ‏     | 77                   |
| 106                  | Ruby Roseman-Gannon ‏ | لم يكمل السباق       |

| فريق سنويب للسيدات ‏ DSM | فريق سنويب للسيدات ‏ DSM | فريق سنويب للسيدات ‏ DSM |
| ----------------------- | ----------------------- | ----------------------- |
| م                       | عداء                    | مرتبة                   |
| 111                     | لورينا ويبيس            | لم يكمل السباق          |
| 112                     | Megan Jastrab ‏          | لم يكمل السباق          |
| 113                     | فايفر جورجي (طريق)      | 15                      |
| 114                     | Charlotte Kool ‏         | 61                      |
| 115                     | ليان ليبرت              | 38                      |
| 116                     | فلورتجي ماكايج          | 18                      |

| يو أي أيه تيم ‏ UAD | يو أي أيه تيم ‏ UAD  | يو أي أيه تيم ‏ UAD |
| ------------------ | ------------------- | ------------------ |
| م                  | عداء                | مرتبة              |
| 121                | مارتا باستيانيلي    | 6                  |
| 122                | صوفيا بيرتيزولو     | 21                 |
| 123                | Maaike Boogaard ‏    | 14                 |
| 124                | يوجينة بوجاك (طريق) | 51                 |
| 125                | Linda Zanetti ‏      | لم يكمل السباق     |
| 126                | Anna Trevisi ‏       | لم يكمل السباق     |

| فريق أونو إكس برو للدراجات للسيدات ‏ UXT | فريق أونو إكس برو للدراجات للسيدات ‏ UXT | فريق أونو إكس برو للدراجات للسيدات ‏ UXT |
| --------------------------------------- | --------------------------------------- | --------------------------------------- |
| م                                       | عداء                                    | مرتبة                                   |
| 131                                     | سوزان أندرسن                            | 7                                       |
| 132                                     | Wilma Olausson ‏                         | لم يكمل السباق                          |
| 133                                     | Julie Norman Leth ‏                      | 64                                      |
| 134                                     | Rebecca Koerner ‏                        | لم يكمل السباق                          |
| 135                                     | هانا لودفيغ                             | لم يكمل السباق                          |
| 136                                     | Mie Bjørndal Ottestad ‏                  | 69                                      |

| Ceratizit Pro Cycling ‏ WNT | Ceratizit Pro Cycling ‏ WNT | Ceratizit Pro Cycling ‏ WNT |
| -------------------------- | -------------------------- | -------------------------- |
| م                          | عداء                       | مرتبة                      |
| 141                        | فرانزيسكا بروس             | لم يكمل السباق             |
| 142                        | ماريا جوليا كونفالونيري    | 3                          |
| 143                        | Lara Vieceli ‏              | 63                         |
| 144                        | Marta Lach ‏                | 29                         |
| 145                        | ليزا برينور (طريق)         | 71                         |
| 146                        | Lea Lin Teutenberg ‏        | 76                         |

| باركهوتل فالكنبورغ ‏ PHV | باركهوتل فالكنبورغ ‏ PHV | باركهوتل فالكنبورغ ‏ PHV |
| ----------------------- | ----------------------- | ----------------------- |
| م                       | عداء                    | مرتبة                   |
| 151                     | Mischa Bredewold ‏       | 40                      |
| 152                     | Femke Gerritse ‏         | 57                      |
| 153                     | فيمكا ماركوس            | 19                      |
| 154                     | Belle de Gast ‏          | لم يكمل السباق          |
| 155                     | Pien Limpens ‏           | لم يكمل السباق          |
| 156                     | NED                     | لم يكمل السباق          |

| فالكار سيلانس ‏ VAL | فالكار سيلانس ‏ VAL   | فالكار سيلانس ‏ VAL |
| ------------------ | -------------------- | ------------------ |
| م                  | عداء                 | مرتبة              |
| 161                | Alice Maria Arzuffi ‏ | 74                 |
| 162                | Olivia Baril ‏        | 28                 |
| 163                | كيارا كونسوني        | 72                 |
| 164                | Eleonora Gasparrini ‏ | 23                 |
| 165                | Ilaria Sanguineti ‏   | 78                 |
| 166                | Silvia Persico ‏      | 9                  |

| بنجوال شوفالمير ‏ BCV | بنجوال شوفالمير ‏ BCV | بنجوال شوفالمير ‏ BCV |
| -------------------- | -------------------- | -------------------- |
| م                    | عداء                 | مرتبة                |
| 171                  | Minke Bakker‏         | لم يكمل السباق       |
| 172                  | Danique Braam ‏       | لم يكمل السباق       |
| 173                  | Naomi de Roeck‏       | لم يكمل السباق       |
| 174                  | Caren Commissaris‏    | لم يكمل السباق       |
| 175                  | Claudia Jongerius‏    | لم يكمل السباق       |
| 176                  | Olha Kulynych ‏       | لم يكمل السباق       |

| Cofidis Women Team ‏ COF | Cofidis Women Team ‏ COF | Cofidis Women Team ‏ COF |
| ----------------------- | ----------------------- | ----------------------- |
| م                       | عداء                    | مرتبة                   |
| 181                     | Martina Alzini ‏         | لم يكمل السباق          |
| 182                     | Victoire Berteau ‏       | 56                      |
| 183                     | Alana Castrique ‏        | لم يكمل السباق          |
| 184                     | فالنتاين فورتين         | لم يكمل السباق          |
| 185                     | Rachel Neylan ‏          | 30                      |
| 186                     | بيرنيل ماثيسين          | لم يكمل السباق          |

| لوتو بيليسول للسيدات ‏ LSL | لوتو بيليسول للسيدات ‏ LSL | لوتو بيليسول للسيدات ‏ LSL |
| ------------------------- | ------------------------- | ------------------------- |
| م                         | عداء                      | مرتبة                     |
| 191                       | Kristýna Burlová ‏         | لم يكمل السباق            |
| 192                       | Mieke Docx ‏               | 55                        |
| 193                       | Katrijn De Clercq ‏        | لم يكمل السباق            |
| 194                       | Eefje Brandt‏              | لم يكمل السباق            |
| 195                       | Sterre Vervloet ‏          | لم يكمل السباق            |
| 196                       | Kylie Waterreus ‏          | 52                        |

| دروبز ‏ DRP | دروبز ‏ DRP               | دروبز ‏ DRP     |
| ---------- | ------------------------ | -------------- |
| م          | عداء                     | مرتبة          |
| 201        | إليزابيث هولدن           | 68             |
| 202        | Eluned King ‏             | لم يكمل السباق |
| 203        | Marjolein van 't Geloof ‏ | 62             |
| 204        | Maike van der Duin ‏      | 50             |
| 205        | ماريا مارتينز (طريق)     | لم يكمل السباق |
| 206        | غلاديس فيرهلست ‏          | لم يكمل السباق |

| أوتوجلاس ويترين ‏ MUL | أوتوجلاس ويترين ‏ MUL | أوتوجلاس ويترين ‏ MUL |
| -------------------- | -------------------- | -------------------- |
| م                    | عداء                 | مرتبة                |
| 211                  | Fien Delbaere ‏       | 54                   |
| 212                  | Elisa Serné‏          | لم يكمل السباق       |
| 213                  | Céline van Houtum‏    | لم يكمل السباق       |
| 214                  | Mareille Meijering ‏  | 60                   |
| 215                  | Willemijn Prins‏      | لم يكمل السباق       |
| 216                  | Bente van Teeseling ‏ | لم يكمل السباق       |

| إن إكس تي جي ريسينغ ‏ AGI | إن إكس تي جي ريسينغ ‏ AGI | إن إكس تي جي ريسينغ ‏ AGI |
| ------------------------ | ------------------------ | ------------------------ |
| م                        | عداء                     | مرتبة                    |
| 221                      | Lone Meertens ‏           | 59                       |
| 222                      | Julia Borgström ‏         | 17                       |
| 223                      | Mylène de Zoete ‏         | لم يكمل السباق           |
| 224                      | Gaia Masetti ‏            | لم يكمل السباق           |
| 225                      | Ilse Pluimers ‏           | 58                       |
| 226                      | Maud Rijnbeek ‏           | لم يكمل السباق           |

| بلانتور بورا سيلينج تيم ‏ ___ | بلانتور بورا سيلينج تيم ‏ ___ | بلانتور بورا سيلينج تيم ‏ ___ |
| ---------------------------- | ---------------------------- | ---------------------------- |
| م                            | عداء                         | مرتبة                        |
| 231                          | ساني كانت                    | 11                           |
| 232                          | Yara Kastelijn ‏              | 26                           |
| 233                          | Julie De Wilde ‏              | 49                           |
| 234                          | Justine Ghekiere ‏            | لم يكمل السباق               |
| 235                          | Laura Süßemilch ‏             | 73                           |
| 236                          | Julie Van de Velde ‏          | 36                           |

| جامبو فيسما للسيدات ‏ TJV | جامبو فيسما للسيدات ‏ TJV | جامبو فيسما للسيدات ‏ TJV |
| ------------------------ | ------------------------ | ------------------------ |
| م                        | عداء                     | مرتبة                    |
| 1                        | ماريان فوس               | 2                        |
| 2                        | آنا هندرسون              | 47                       |
| 3                        | رومي كاسبر               | 75                       |
| 4                        | ريجان ماركوس             | 45                       |
| 5                        | Coryn Labecki            | 39                       |
| 6                        | Jip van den Bos ‏         | لم يكمل السباق           |

| إس دي وركس ‏ SDW | إس دي وركس ‏ SDW             | إس دي وركس ‏ SDW |
| --------------- | --------------------------- | --------------- |
| م               | عداء                        | مرتبة           |
| 11              | لوت كوبيكي (طريق)           | 4               |
| 12              | إيلينا سيتشيني              | 46              |
| 13              | مارلين رويسر (طريق)         | 33              |
| 14              | كريستين ماجروس (طريق)       | 35              |
| 15              | Lonneke Uneken ‏             | 34              |
| 16              | Chantal van den Broek-Blaak | 44              |

| Lidl–Trek (women's team) ‏ TFS | Lidl–Trek (women's team) ‏ TFS | Lidl–Trek (women's team) ‏ TFS |
| ----------------------------- | ----------------------------- | ----------------------------- |
| م                             | عداء                          | مرتبة                         |
| 21                            | إليسا بالسامو (طريق)          | 1                             |
| 22                            | شيرين فان أنروي               | 48                            |
| 23                            | Lauretta Hanson ‏              | لم يكمل السباق                |
| 24                            | كلو هوسكينغ                   | لم يكمل السباق                |
| 25                            | إليسا ونغو بورغيني (طريق)     | 43                            |
| 26                            | Ellen van Dijk (طريق)         | 42                            |

| كانيون–إس آر إيه إم ‏ CSR | كانيون–إس آر إيه إم ‏ CSR | كانيون–إس آر إيه إم ‏ CSR |
| ------------------------ | ------------------------ | ------------------------ |
| م                        | عداء                     | مرتبة                    |
| 31                       | Shari Bossuyt ‏           | 24                       |
| 32                       | Alice Barnes             | 66                       |
| 33                       | تيفاني كرومويل           | 32                       |
| 34                       | Mikayla Harvey ‏          | لم يكمل السباق           |
| 35                       | كاتارزينا نيفيادوما      | 31                       |
| 36                       | ثريا بالادين             | 25                       |

| EF Education–Tibco–SVB ‏ TIB | EF Education–Tibco–SVB ‏ TIB | EF Education–Tibco–SVB ‏ TIB |
| --------------------------- | --------------------------- | --------------------------- |
| م                           | عداء                        | مرتبة                       |
| 41                          | Elizabeth Banks             | لم يكمل السباق              |
| 42                          | Letizia Borghesi ‏           | 65                          |
| 43                          | Tanja Erath ‏                | 67                          |
| 44                          | Kathrin Hammes ‏             | لم يكمل السباق              |
| 45                          | Clara Honsinger ‏            | لم يكمل السباق              |
| 46                          | Sara Poidevin ‏              | 27                          |

| FDJ–Suez ‏ FSF | FDJ–Suez ‏ FSF  | FDJ–Suez ‏ FSF  |
| ------------- | -------------- | -------------- |
| م             | عداء           | مرتبة          |
| 51            | غريس براون     | 37             |
| 52            | Stine Borgli ‏  | 70             |
| 53            | مارتا كافالي   | 41             |
| 54            | Clara Copponi ‏ | 10             |
| 55            | أوجيني دوفال   | 20             |
| 56            | إميليا فهلين   | لم يكمل السباق |

| رالي سايكلنج ‏ HPW | رالي سايكلنج ‏ HPW  | رالي سايكلنج ‏ HPW |
| ----------------- | ------------------ | ----------------- |
| م                 | عداء               | مرتبة             |
| 61                | Nina Buijsman ‏     | لم يكمل السباق    |
| 62                | Kaia Schmid ‏       | 53                |
| 63                | Evy Kuijpers ‏      | لم يكمل السباق    |
| 64                | Eri Yonamine ‏      | لم يكمل السباق    |
| 65                | Marit Raaijmakers ‏ | لم يكمل السباق    |
| 66                | ليلي وليامز        | لم يكمل السباق    |

| ليف ريسينغ ‏ LIV | ليف ريسينغ ‏ LIV      | ليف ريسينغ ‏ LIV |
| --------------- | -------------------- | --------------- |
| م               | عداء                 | مرتبة           |
| 71              | Valerie Demey ‏       | 13              |
| 72              | Katia Ragusa ‏        | لم يكمل السباق  |
| 73              | أليسون جاكسون (طريق) | 79              |
| 74              | Silke Smulders ‏      | 22              |
| 75              | Rachele Barbieri ‏    | لم يكمل السباق  |
| 76              | Amber van der Hulst ‏ | لم يكمل السباق  |

| موفيستار للسيدات ‏ MOV | موفيستار للسيدات ‏ MOV  | موفيستار للسيدات ‏ MOV |
| --------------------- | ---------------------- | --------------------- |
| م                     | عداء                   | مرتبة                 |
| 81                    | Emma Norsgaard         | 5                     |
| 82                    | أود بيانيك             | 80                    |
| 83                    | أليسيا غونزاليس بلانكو | لم يكمل السباق        |
| 84                    | باربرا جوارشي          | لم يكمل السباق        |
| 85                    | Lourdes Oyarbide ‏      | لم يكمل السباق        |
| 86                    | أرلينيس سيرا           | 16                    |

| فريق كوجياس ميتلر لوك برو للدراجات ‏ CGS | فريق كوجياس ميتلر لوك برو للدراجات ‏ CGS | فريق كوجياس ميتلر لوك برو للدراجات ‏ CGS |
| --------------------------------------- | --------------------------------------- | --------------------------------------- |
| م                                       | عداء                                    | مرتبة                                   |
| 91                                      | Hannah Buch ‏                            | لم يكمل السباق                          |
| 92                                      | تمارا بالابولينا ‏                       | 8                                       |
| 93                                      | غولناز خاتونتسيفا                       | لم يكمل السباق                          |
| 94                                      | ديانا كليموفا                           | لم يكمل السباق                          |
| 96                                      | Léa Stern‏                               | لم يكمل السباق                          |

| Liv AlUla Jayco ‏ BEX | Liv AlUla Jayco ‏ BEX | Liv AlUla Jayco ‏ BEX |
| -------------------- | -------------------- | -------------------- |
| م                    | عداء                 | مرتبة                |
| 101                  | جورجيا بيكر          | لم يكمل السباق       |
| 102                  | Teniel Campbell ‏     | لم يكمل السباق       |
| 103                  | جيسيكا ألين          | لم يكمل السباق       |
| 104                  | Arianna Fidanza ‏     | 12                   |
| 105                  | Alexandra Manly ‏     | 77                   |
| 106                  | Ruby Roseman-Gannon ‏ | لم يكمل السباق       |

| فريق سنويب للسيدات ‏ DSM | فريق سنويب للسيدات ‏ DSM | فريق سنويب للسيدات ‏ DSM |
| ----------------------- | ----------------------- | ----------------------- |
| م                       | عداء                    | مرتبة                   |
| 111                     | لورينا ويبيس            | لم يكمل السباق          |
| 112                     | Megan Jastrab ‏          | لم يكمل السباق          |
| 113                     | فايفر جورجي (طريق)      | 15                      |
| 114                     | Charlotte Kool ‏         | 61                      |
| 115                     | ليان ليبرت              | 38                      |
| 116                     | فلورتجي ماكايج          | 18                      |

| يو أي أيه تيم ‏ UAD | يو أي أيه تيم ‏ UAD  | يو أي أيه تيم ‏ UAD |
| ------------------ | ------------------- | ------------------ |
| م                  | عداء                | مرتبة              |
| 121                | مارتا باستيانيلي    | 6                  |
| 122                | صوفيا بيرتيزولو     | 21                 |
| 123                | Maaike Boogaard ‏    | 14                 |
| 124                | يوجينة بوجاك (طريق) | 51                 |
| 125                | Linda Zanetti ‏      | لم يكمل السباق     |
| 126                | Anna Trevisi ‏       | لم يكمل السباق     |

| فريق أونو إكس برو للدراجات للسيدات ‏ UXT | فريق أونو إكس برو للدراجات للسيدات ‏ UXT | فريق أونو إكس برو للدراجات للسيدات ‏ UXT |
| --------------------------------------- | --------------------------------------- | --------------------------------------- |
| م                                       | عداء                                    | مرتبة                                   |
| 131                                     | سوزان أندرسن                            | 7                                       |
| 132                                     | Wilma Olausson ‏                         | لم يكمل السباق                          |
| 133                                     | Julie Norman Leth ‏                      | 64                                      |
| 134                                     | Rebecca Koerner ‏                        | لم يكمل السباق                          |
| 135                                     | هانا لودفيغ                             | لم يكمل السباق                          |
| 136                                     | Mie Bjørndal Ottestad ‏                  | 69                                      |

| Ceratizit Pro Cycling ‏ WNT | Ceratizit Pro Cycling ‏ WNT | Ceratizit Pro Cycling ‏ WNT |
| -------------------------- | -------------------------- | -------------------------- |
| م                          | عداء                       | مرتبة                      |
| 141                        | فرانزيسكا بروس             | لم يكمل السباق             |
| 142                        | ماريا جوليا كونفالونيري    | 3                          |
| 143                        | Lara Vieceli ‏              | 63                         |
| 144                        | Marta Lach ‏                | 29                         |
| 145                        | ليزا برينور (طريق)         | 71                         |
| 146                        | Lea Lin Teutenberg ‏        | 76                         |

| باركهوتل فالكنبورغ ‏ PHV | باركهوتل فالكنبورغ ‏ PHV | باركهوتل فالكنبورغ ‏ PHV |
| ----------------------- | ----------------------- | ----------------------- |
| م                       | عداء                    | مرتبة                   |
| 151                     | Mischa Bredewold ‏       | 40                      |
| 152                     | Femke Gerritse ‏         | 57                      |
| 153                     | فيمكا ماركوس            | 19                      |
| 154                     | Belle de Gast ‏          | لم يكمل السباق          |
| 155                     | Pien Limpens ‏           | لم يكمل السباق          |
| 156                     | NED                     | لم يكمل السباق          |

| فالكار سيلانس ‏ VAL | فالكار سيلانس ‏ VAL   | فالكار سيلانس ‏ VAL |
| ------------------ | -------------------- | ------------------ |
| م                  | عداء                 | مرتبة              |
| 161                | Alice Maria Arzuffi ‏ | 74                 |
| 162                | Olivia Baril ‏        | 28                 |
| 163                | كيارا كونسوني        | 72                 |
| 164                | Eleonora Gasparrini ‏ | 23                 |
| 165                | Ilaria Sanguineti ‏   | 78                 |
| 166                | Silvia Persico ‏      | 9                  |

| بنجوال شوفالمير ‏ BCV | بنجوال شوفالمير ‏ BCV | بنجوال شوفالمير ‏ BCV |
| -------------------- | -------------------- | -------------------- |
| م                    | عداء                 | مرتبة                |
| 171                  | Minke Bakker‏         | لم يكمل السباق       |
| 172                  | Danique Braam ‏       | لم يكمل السباق       |
| 173                  | Naomi de Roeck‏       | لم يكمل السباق       |
| 174                  | Caren Commissaris‏    | لم يكمل السباق       |
| 175                  | Claudia Jongerius‏    | لم يكمل السباق       |
| 176                  | Olha Kulynych ‏       | لم يكمل السباق       |

| Cofidis Women Team ‏ COF | Cofidis Women Team ‏ COF | Cofidis Women Team ‏ COF |
| ----------------------- | ----------------------- | ----------------------- |
| م                       | عداء                    | مرتبة                   |
| 181                     | Martina Alzini ‏         | لم يكمل السباق          |
| 182                     | Victoire Berteau ‏       | 56                      |
| 183                     | Alana Castrique ‏        | لم يكمل السباق          |
| 184                     | فالنتاين فورتين         | لم يكمل السباق          |
| 185                     | Rachel Neylan ‏          | 30                      |
| 186                     | بيرنيل ماثيسين          | لم يكمل السباق          |

| لوتو بيليسول للسيدات ‏ LSL | لوتو بيليسول للسيدات ‏ LSL | لوتو بيليسول للسيدات ‏ LSL |
| ------------------------- | ------------------------- | ------------------------- |
| م                         | عداء                      | مرتبة                     |
| 191                       | Kristýna Burlová ‏         | لم يكمل السباق            |
| 192                       | Mieke Docx ‏               | 55                        |
| 193                       | Katrijn De Clercq ‏        | لم يكمل السباق            |
| 194                       | Eefje Brandt‏              | لم يكمل السباق            |
| 195                       | Sterre Vervloet ‏          | لم يكمل السباق            |
| 196                       | Kylie Waterreus ‏          | 52                        |

| دروبز ‏ DRP | دروبز ‏ DRP               | دروبز ‏ DRP     |
| ---------- | ------------------------ | -------------- |
| م          | عداء                     | مرتبة          |
| 201        | إليزابيث هولدن           | 68             |
| 202        | Eluned King ‏             | لم يكمل السباق |
| 203        | Marjolein van 't Geloof ‏ | 62             |
| 204        | Maike van der Duin ‏      | 50             |
| 205        | ماريا مارتينز (طريق)     | لم يكمل السباق |
| 206        | غلاديس فيرهلست ‏          | لم يكمل السباق |

| أوتوجلاس ويترين ‏ MUL | أوتوجلاس ويترين ‏ MUL | أوتوجلاس ويترين ‏ MUL |
| -------------------- | -------------------- | -------------------- |
| م                    | عداء                 | مرتبة                |
| 211                  | Fien Delbaere ‏       | 54                   |
| 212                  | Elisa Serné‏          | لم يكمل السباق       |
| 213                  | Céline van Houtum‏    | لم يكمل السباق       |
| 214                  | Mareille Meijering ‏  | 60                   |
| 215                  | Willemijn Prins‏      | لم يكمل السباق       |
| 216                  | Bente van Teeseling ‏ | لم يكمل السباق       |

| إن إكس تي جي ريسينغ ‏ AGI | إن إكس تي جي ريسينغ ‏ AGI | إن إكس تي جي ريسينغ ‏ AGI |
| ------------------------ | ------------------------ | ------------------------ |
| م                        | عداء                     | مرتبة                    |
| 221                      | Lone Meertens ‏           | 59                       |
| 222                      | Julia Borgström ‏         | 17                       |
| 223                      | Mylène de Zoete ‏         | لم يكمل السباق           |
| 224                      | Gaia Masetti ‏            | لم يكمل السباق           |
| 225                      | Ilse Pluimers ‏           | 58                       |
| 226                      | Maud Rijnbeek ‏           | لم يكمل السباق           |

| بلانتور بورا سيلينج تيم ‏ ___ | بلانتور بورا سيلينج تيم ‏ ___ | بلانتور بورا سيلينج تيم ‏ ___ |
| ---------------------------- | ---------------------------- | ---------------------------- |
| م                            | عداء                         | مرتبة                        |
| 231                          | ساني كانت                    | 11                           |
| 232                          | Yara Kastelijn ‏              | 26                           |
| 233                          | Julie De Wilde ‏              | 49                           |
| 234                          | Justine Ghekiere ‏            | لم يكمل السباق               |
| 235                          | Laura Süßemilch ‏             | 73                           |
| 236                          | Julie Van de Velde ‏          | 36                           |

## التصنيف العام النهائي
| التصنيف العام         | التصنيف العام           | التصنيف العام | التصنيف العام                       | التصنيف العام |
| العداء                | العداء                  | البلد         | الفريق                              | الوقت         |
| --------------------- | ----------------------- | ------------- | ----------------------------------- | ------------- |
| 1                     | إليسا بالسامو           | إيطاليا       | Lidl–Trek (women's team) ‏           | 3 س 19 د 15 ث |
| 2                     | ماريان فوس              | هولندا        | جامبو فيسما للسيدات ‏                | + 0 ث         |
| 3                     | ماريا جوليا كونفالونيري | إيطاليا       | Ceratizit Pro Cycling ‏              | + 0 ث         |
| 4                     | لوت كوبيكي              | بلجيكا        | إس دي وركس ‏                         | + 0 ث         |
| 5                     | Emma Norsgaard          | الدنمارك      | موفيستار للسيدات ‏                   | + 0 ث         |
| 6                     | مارتا باستيانيلي        | إيطاليا       | يو أي أيه تيم ‏                      | + 0 ث         |
| 7                     | سوزان أندرسن            | النرويج       | فريق أونو إكس برو للدراجات للسيدات ‏ | + 0 ث         |
| 8                     | تمارا بالابولينا ‏       | روسيا         | فريق كوجياس ميتلر لوك برو للدراجات ‏ | + 0 ث         |
| 9                     | Silvia Persico ‏         | إيطاليا       | فالكار سيلانس ‏                      | + 0 ث         |
| 10                    | Clara Copponi ‏          | فرنسا         | FDJ–Suez ‏                           | + 0 ث         |
| مصدر: ProCyclingStats |                         |               |                                     |               |

### تصنيف النقاط
| تصنيف النقاط          | تصنيف النقاط      | تصنيف النقاط | تصنيف النقاط              | تصنيف النقاط |
| العداء                | العداء            | البلد        | الفريق                    | النقاط       |
| --------------------- | ----------------- | ------------ | ------------------------- | ------------ |
| 1                     | إليسا بالسامو     | إيطاليا      | Lidl–Trek (women's team) ‏ | 1520 نقطة    |
| 2                     | لوت كوبيكي        | بلجيكا       | إس دي وركس ‏               | 960 نقطة     |
| 3                     | لورينا ويبيس      | هولندا       | فريق سنويب للسيدات ‏       | 720 نقطة     |
| 4                     | مارتا باستيانيلي  | إيطاليا      | يو أي أيه تيم ‏            | 596 نقطة     |
| 5                     | ماريان فوس        | هولندا       | جامبو فيسما للسيدات ‏      | 440 نقطة     |
| 6                     | Clara Copponi ‏    | فرنسا        | FDJ–Suez ‏                 | 356 نقطة     |
| 7                     | صوفيا بيرتيزولو   | إيطاليا      | يو أي أيه تيم ‏            | 352 نقطة     |
| 8                     | آشلي مولمان       | جنوب أفريقيا | إس دي وركس ‏               | 328 نقطة     |
| 9                     | أنيميك فان فليوتن | هولندا       | موفيستار للسيدات ‏         | 320 نقطة     |
| 9                     | Emma Norsgaard    | الدنمارك     | موفيستار للسيدات ‏         | 320 نقطة     |
| مصدر: ProCyclingStats |                   |              |                           |              |

## تصنيف الفرق

### الفرق حسب النقاط
| ترتيب الفرق حسب النقاط | ترتيب الفرق حسب النقاط              | ترتيب الفرق حسب النقاط   | ترتيب الفرق حسب النقاط |
| الفريق                 | الفريق                              | البلد                    | النقاط                 |
| ---------------------- | ----------------------------------- | ------------------------ | ---------------------- |
| 1                      | إس دي وركس 2022 ‏                    | هولندا                   | 2156 نقطة              |
| 2                      | Trek-Segafredo ‏                     | الولايات المتحدة         | 1932 نقطة              |
| 3                      | كانيون–إس آر إيه إم ريسينغ 2022 ‏    | ألمانيا                  | 1224 نقطة              |
| 4                      | يو أي أيه تيم 2022 ‏                 | الإمارات العربية المتحدة | 1092 نقطة              |
| 5                      | Team DSM                            | هولندا                   | 1016 نقطة              |
| 6                      | جامبو فيسما للسيدات 2022 ‏           | هولندا                   | 804 نقطة               |
| 7                      | FDJ-Nouvelle Aquitaine-Futuroscope ‏ | فرنسا                    | 784 نقطة               |
| 8                      | موفيستار للسيدات 2022 ‏              | إسبانيا                  | 740 نقطة               |
| 9                      | فالكار ترافل سيرفس 2022 ‏            | إيطاليا                  | 632 نقطة               |
| 10                     | Ceratizit-WNT ‏                      | المملكة المتحدة          | 340 نقطة               |
| مصدر: ProCyclingStats  |                                     |                          |                        |

## تصانيف فرعية

### تصنيف أفضل شاب
| تصنيف أفضل شاب        | تصنيف أفضل شاب      | تصنيف أفضل شاب  | تصنيف أفضل شاب                           | تصنيف أفضل شاب |
| العداء                | العداء              | البلد           | الفريق                                   | الوقت          |
| --------------------- | ------------------- | --------------- | ---------------------------------------- | -------------- |
| 1                     | فايفر جورجي         | المملكة المتحدة | فريق سنويب للسيدات ‏                      |                |
| 2                     | شيرين فان أنروي     | هولندا          | Lidl–Trek (women's team) ‏                |                |
| 3                     | Julia Borgström ‏    | السويد          | إن إكس تي جي ريسينغ ‏                     |                |
| 4                     | Lonneke Uneken ‏     | هولندا          | إس دي وركس ‏                              |                |
| 5                     | Niamh Fisher-Black ‏ | نيوزيلندا       | إس دي وركس ‏                              |                |
| 6                     | Femke Gerritse ‏     | هولندا          | فريق هولندا لركوب الدراجات للسيدات 2022 ‏ |                |
| 7                     | Julie De Wilde ‏     | بلجيكا          | بلانتور بورا سيلينج تيم ‏                 |                |
| 8                     | Silke Smulders ‏     | هولندا          | ليف ريسينغ ‏                              |                |
| 9                     | Shari Bossuyt ‏      | بلجيكا          | كانيون–إس آر إيه إم ‏                     |                |
| 10                    | Marie Le Net ‏       | فرنسا           | FDJ–Suez ‏                                |                |
| مصدر: ProCyclingStats |                     |                 |                                          |                |

## وصلات خارجية
- الموقع الرسمي
- لمحة عن سباق غنت-وفلجم للسيدات 2022 على موقع  ProCyclingStats   (برو  سايكلنج  ستاتس) - إحصاءات  محترفي  الدراجات.
- غنت-وفلجم للسيدات 2022 على موقع إحصائيات الدراجات الإحترافية (الإنجليزية)